# Jardin en Amérique du Nord
 (avril 2024).
Si vous disposez d'ouvrages ou d'articles de référence ou si vous connaissez des sites web de qualité traitant du thème abordé ici, merci de compléter l'article en donnant les références utiles à sa vérifiabilité et en les liant à la section « Notes et références ».
 (avril 2024).
Les jardins en Amérique du Nord regroupent plusieurs variétés.

## Les jardins aztèques
Les jardins Aztèques nous restent presque totalement inconnus. 
À leur arrivée à l'emplacement de l'actuelle Mexico le 8 novembre 1519, les conquérants Espagnols découvrent une cité lacustre, ville immense avec des parcs, des jardins et des terrasses fleuries. 
Dans « les nouvelles du Mexique » Alfonso Reyes en fait une longue description : « dans les jardins des empereurs Aztèques, où ne sont admis ni légumes ni fruits utiles, il y a des belvédères... des bosquets très étendus avec des artifices de feuillages et de fleurs ; des clapiers, des viviers, des rochers, des monticules entre lesquels errent des cerfs et des chevreuils ; dix étangs d'eau douce ou salée pour toutes les races d'oiseaux palustres ou marins... Ailleurs se trouvent des rapaces... Puis des... chacals, des serpents.. et pour que rien ne manque à ce musée d'Histoire Naturelle, il y a des appartements où vivent des familles d'albinos, de nains, de bossus et autres contrefaits. »[réf. nécessaire].
Dans Historia Chichimeca l'historien Ixtilxochitl nous donne un aperçu : « Ces parcs et ces jardins étaient ornés de riches Alcazars somptueusement travaillés avec leurs fontaines, leurs rigoles d'irrigation, leurs canaux, leurs pièces d'eau, et des labyrinthes admirables... une grande variété de fleurs et d'arbres de toutes espèces, étrangers et amenés de régions lointaines ». L'existence de jardins botaniques est notée et l'un d'eux fut créé par Montezuma Ier (ou Moctezuma Ier).

### Aménagements hydrauliques
Avant l'arrivée d'Hernan Cortes, les civilisations du bassin de l'actuelle ville de Mexico avaient mis au point un savoir faire afin d'aménager les marécages pour en faire des ilôts cultivables. Puis les ingénieurs espagnols ont réalisé des travaux de drainage au XVIIe siècle afin de remplacer ces aménagements par des canaux d’adduction d’eau pouvant servir à l'alimentation des villes ou à l’irrigation agricole, des grands travaux ont été menés pour apporter de la prospérité.

## Jardins aux États-Unis et au Canada
Les immigrants sont arrivés par vagues successives dans toute l'Amérique du Nord. Ceux d'origine celte ont laissé au centre de leurs premiers villages des espaces correspondant au pré communal, espaces qui deviendront les parcs des villes américaines[réf. nécessaire]. Et même dans de nombreuses villes comme Boston, Chicago, Philadelphie, les rues elles-mêmes sont conçues comme des parcs et plantées d'arbres. Les jardins particuliers comportent une pelouse continue et ne sont pas limitées par des barrières — qui sont interdites dans de nombreuses villes.
Des jardins de tous styles sont créés, mais dans leur immense majorité ce ne sont pas des copies mais des adaptations qui fusionnent les pelouses à l'anglaise, l'espace garni de fleurs en pot de l'atrium romain et les galets du jardin japonais pour ne citer que les influences majeures[pas clair].